# Каролин Христова-Бакърджиева
Каролин Христов-Бакърджиев (на английски: Carolyn Christov-Bakargiev) е кураторка и изкуствоведка от българско-италиански произход, с гражданство на САЩ и Италия.
Според съобщение на агенция Ройтерс, цитирана от БТА тя е на първо място в класацията на британското списание „Арт ривю“ на най-влиятелните хора в съвременното изкуство за 2012 г.

## Биография
Родена е на 2 декември 1957 г. в Риджууд, щата Ню Джърси, САЩ в семейството на български емигрант лекар и италианска археоложка, оженили се по време на следването им в Торино, Италия. Каролин е омъжена за италиански художник и има две дъщери.
След средното си образование от френски лицей във Вашингтон завършва история на изкуството и литература в Пизанския университет като с отличие през 1981 г.
До 1999 г. работи като куратор на свободна практика и организира изложби в много страни по света. От 1999 до 2001 г. е старши куратор на изложбите в Центъра за съвременно изкуство P.S.1 в Ню Йорк. Понастоящем е главен куратор в Музея на съвременното изкуство в Замъка в Риволи до Торино.
През 2008 г. е художествена директорка на 16-о биенале на съвременното изкуство в Сидни, което е най-значимият подобен форум в Австралия. На 3 декември 2008 г. е избрана за куратор на 13-та художествена изложба „Документа XIII“, която се провежда през 2012 г. в град Касел, Германия.
Като арт критик е авторка и съавтор на множество изследвания на творчеството на съвременни творци като художниците Уилям Кентридж, Марио Мерц, Франц Клайн, Родни Греъм и Фабио Маури, фотографите Уили Дохърти и Мирослав Тихи, скулпторите Джими Дърам и Михаел Раковиц, авторите на арт инсталации Джанет Кардиф и Пиер Юг.